# Château de la Brunetterie

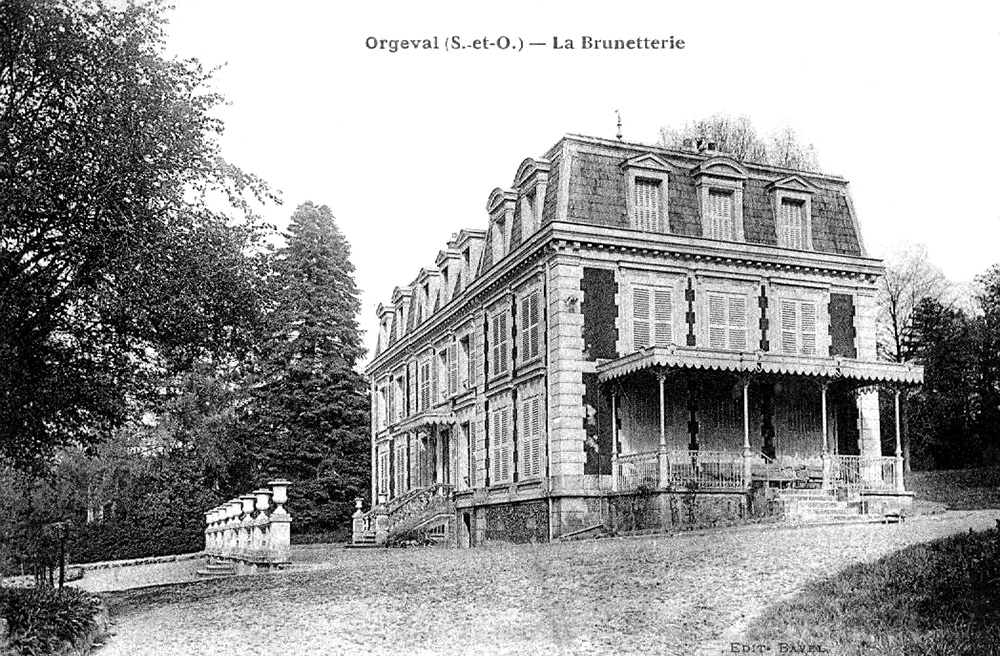
vers 1900

Le château de la Brunetterie était un manoir situé sur la commune d'Orgeval (Yvelines),.
48° 55′ 06″ N, 1° 58′ 49″ E
Le château est bâti entre 1881 et 1884 pour Amélie-Louise Gruter (1814-1908), veuve d'Henri Sainton, à l'emplacement d'un ancien château connu dès le XVIIIe siècle et propriété de sa famille (dont Jacques-Charles Gruter, notaire à Paris, au moins depuis 1836), au sommet d'une butte dominant le village. L'orangerie, plus ancienne, est édifiée au nord-est du domaine en 1860. Le parc de 5 hectares est dessiné par le paysagiste Édouard André, qui conçoit les allées d'un vaste jardin à l'anglaise, orné de fabriques, de bosquets, et de plusieurs pièces d'eau. En 1870, les lieux servent de cachette pour une bonbonne de Kirsh (retrouvée seulement en 1930) placée dans une citerne à l'approche de l'armée prussienne, et le château abrite aussi en 1940 un stock d'armes clandestin.
Le domaine est ensuite la propriété de la famille Foisil, et est acquis en 1991 par la municipalité d'Orgeval pour 700 000 francs, qui installe dans l'ancien logement du gardien l'école de musique. Le château lui-même étant laissé à l'abandon. Sa destruction est décidée par la municipalité, afin de construire un kiosque et un parking, et le manoir est finalement détruit durant l'été 2017.
Le château se composait d'un grand corps de logis de plan massé, couvert de trois toitures indépendantes à longs pans brisés d'ardoise, posé sur un soubassement en pierre meulière ocre et jaune. Le bâtiment principal et ses deux communs (une écurie et garage de voiture hippomobile, et un logement de gardien, de part et d'autre de la cour centrale) se signalaient par la bichromie issue de l'appareil de moellon sous enduit sans chaîne en pierre de taille, et de la meulière ou de l'enduit rouge des façades. Le moellon dessine le décor des façades, simulant les chaînages de pierre aux angles et autour des baies. L'intérieur du château dispose de quinze pièces à parquets en chêne d'origine et de plafonds moulurés.
Le petit côté ouest du château était pourvu d'une terrasse ornée d'un large auvent de ferronnerie au décor riche, déployant des motifs de volutes et moulures, et une frise de lambrequins ornés de petites rosettes et de têtes de chiens.
Le jardin conçu par Édouard André a disparu, et l'ensemble du parc est aujourd'hui une prairie en pente douce, qui remonte jusqu'aux abords du plateau Saint-Marc.